# Міська щільність
Міська щільність(англ. Urban Density) - це термін, який використовується в урбаністиці та містобудуванні і позначає кількість людей, які населяють урбанізовану територію. Його слід відрізняти від густоти населення. Щільність міст вважається важливим показником для розуміння функціонування міст. Дослідження, пов'язані з щільністю міст, відбуваються в різних галузях, включаючи економіку, здоров'я, інновації, психологію та географію, а також сталість.

## Сталість
Вважається, що міста з більш високою щільністю є більш стійкими і сталими, ніж міста з низькою щільністю. Розроблено теорію міського планування, зокрема в Північній Америці, Великій Британії, Австралії та Нової Зеландії, яка полягає у підвищенні густини міст, таких як "Новий урбанізм", "Транзитно-орієнтований розвиток"  та "Розумне зростання". 
Однак зв'язок між щільністю міст та аспектами сталості залишається спірною теорією планування. Ян Гел, провідний міський дизайнер та експерт із сталого урбанізму, стверджує, що міста з низькою щільністю, розсіяні міста є нестабільними, оскільки вони залежать від автомобілів. Меншість, наприклад, Ренді О'Тоул із Інституту Лібертаріанського Катона, стверджує, що підвищення щільності призводить до здорожчання нерухомості, більших заторів в дорозі та більш локалізованого забруднення повітря. Інші стверджують, що затори в дорожньому русі є результатом не щільності населення, а паркувальною інфраструктурною спроможністю. На більш широкому рівні є дані, що свідчать про сильну негативну кореляцію між загальним споживанням енергії міста та його загальною щільністю міст, тобто чим менша щільність, тим більше споживається енергії [3].

## Вимірювання
Щільність міст - це дуже специфічне вимірювання населення урбанізованої території, за винятком не урбанізованих ділянок(регіональні відкриті простори, сільське господарство та водні об'єкти). Існує безліч інших способів вимірювання щільності міських територій:
Індекс площі підлоги - загальна площа будівлі, поділена на площу земельної ділянки на якій збудована ця будівля
Щільність житла - кількість житлових одиниць у будь-якій конкретній площі
Щільність населення - кількість людей в будь-якому конкретному районі
Щільність праці - кількість робочих місць у кожній конкретній області
Валова щільність - будь-який показник щільності для певної площі землі, який включає і непряме використання(зазвичай дороги та інша транспортна інфраструктура)
Чиста щільність - показник щільності для даної площі землі, що виключає землю, яка не пов'язана безпосередньо з об'єктом.
Зважена щільність - показник щільності, в якій живе середній громадянин. Він визначається шляхом обчислення стандартної щільності кожного переписного тракту, присвоюючи кожному вагу, рівну його частці у загальній кількості населення, а потім додаючи сегменти.